# Personnages de One-Punch Man
Cet article est un complément de l'article One-Punch Man et présente les différents personnages de l'œuvre.

## Personnages principaux
- Saitama (サイタマ?)

Voix japonaise : Makoto Furukawa (en), voix française : Orelsan
Saitama est un jeune actif ayant perdu goût à la vie, qui combat fréquemment des êtres mystérieux pour aider son prochain afin de devenir un puissant héros. Son entraînement comporte dix kilomètres de course à pied, cent pompes, cent abdos, cent squats, chaque jour. Après un entrainement « intensif », Saitama remarque deux changements : il est devenu terriblement fort, au point de vaincre ses ennemis en un coup, et a perdu tous ses cheveux. Sa principale attaque est le fameux "One Punch", un simple coup de poing pouvant vaincre des ennemis très puissants comme le Roi des Mers, Ashura Rhino, le Roi des Enfers, une météorite gigantesque, et bien d'autres encore.
Lorsqu'un coup de poing ne suffit pas, il utilise la "Pluie de Coups Ordinaires" (Normal Combo Punch) qui est l'association de plusieurs "One Punch", il peut aussi passer en "Serious Mode" (utilisant la "Frappe super-vénère" dans l'anime) contre les adversaires vraiment puissants, ce qui pour le moment n'est arrivé qu'une seule fois.
Sa puissance est écrasante, et n'a aucune comparaison parmi les plus forts héros et méchants rencontrés jusqu'à présent.
À son entrée dans la Ligue des héros, il est classé dernier de la Classe C, ayant obtenu la note maximale aux épreuves de force mais il a en revanche totalement raté les tests d'intellect. Il est actuellement 39e de la Classe A. Bien qu'il soit le héros et le personnage le plus fort du manga, il est considéré à tort comme un tricheur qui utiliserait de nombreux artifices quand il bat un ennemi d'un seul coup, à cause de son faible charisme et de son incapacité à se concentrer. Même lorsqu'il sauve le monde d'une météorite, on lui reproche la destruction de la ville à la suite du débris de celle-ci. Son nom de héros est "Le Chauve capé", nom qu'il n'a pas choisi.
Genos, Cyborgorilla, Dr Genus, Tête d'Enclume, Sonic le Foudroyant, Jinzuren, Vipaire au poing (Vipaire), Binocle, Croc d'Argent (Bang), Busho, Roulettes Rider (Satoru), Boros (quand il était encore en vie), King, Blizzard Infernal (Fubuki), la plupart du Clan Fubuki, Suiryu, Bomb, professeur Kidob (même s'il ne l'a pas vu, c'est Genos qui lui en parle), Rex, Nyan, Orochi, Flashy Flash et Mirette sont les seules personnes pour le moment à être au courant de la vraie puissance de Saitama.
- Genos (ジェノス, Jenosu?)

Voix japonaise : Kaito Ishikawa, voix française : Bastien Bourlé
Élève de Saitama, Genos est un cyborg possédant un arsenal impressionnant d'armes capables de causer de très lourds dégâts. À l'origine, c'était un humain normal jusqu'à ce que toute sa famille périsse à cause d'un mystérieux cyborg, et il fut recueilli par le Professeur Kidob qui fit de lui un cyborg. En quête de vengeance, il mène son enquête sur les traces du cyborg tueur, avec pour intention de l’annihiler et combat des monstres pour devenir plus fort jusqu'au jour où il est vaincu par Miss Moustique version Reine de Sang. Alors qu'il allait s'autodétruire, il est sauvé par Saitama dont il admire de fait la force, Genos devient son disciple, bien qu'il soit incapable de lui apprendre quoi que ce soit sur sa force. À son test d'inscription comme héros, il a le maximum de points, 100 sur 100 et se retrouve donc directement promu dans la Classe S à la 17e et dernière place. Très vite, il dépasse Pri-Pri-Prisonier en prenant la 16e place puis la 14e. Il est très sensible à sa position dans le classement car son maître lui a confié comme objectif d'être dans les 10 premiers de la classe S.
Genos est charismatique, discipliné, il a par ailleurs beaucoup de succès auprès de la gent féminine. Il a une dévotion extrême envers son maître, dont il cherche le secret de la puissance avec une ardeur frisant parfois l'obsession. Il est l'un des rares personnages à connaître l'immense puissance de Saitama avec Croc D'argent et à réaliser l'incroyable atout que son maître est pour l'association des héros. Son nom de héros est "Le Démon Cyborg" ou 'Le Démon cybernétique". Genos affronte des ennemis d'une grande puissance, et subit donc régulièrement de lourds dégâts. À chaque réparation, le professeur Kidob l'améliore et le rend plus puissant. Néanmoins, il lui manque toujours une puissance de frappe importante comme le dit "L'homme-Phénix".

## Association des héros
L'association recrute régulièrement des héros qui selon leurs résultats aux tests physiques et écrits se voit attribuer une classe, de la classe C (la plus faible) à la classe S. Selon leurs faits d'armes et leur popularité, ces héros évoluent ensuite dans le classement. Quand un héros atteint la 1re place de sa classe, il peut décider de rester dans la classe comme numéro 1 ou de passer dans la classe suivante mais au dernier rang. La classe la plus élevée est la classe S, en faire partie est un véritable prestige, leurs héros sont des stars dont la plupart ont un fan-club. Les classe S peuvent choisir les appels auxquels ils veulent répondre. Les héros de la classe C, en revanche, sont peu considérés car assez faibles et sont tenus de réaliser des actions héroïques plusieurs fois par mois sous peine d'être renvoyé de l'association. L'association des héros construit également des abris dans la plupart des villes pour que les citoyens puissent se réfugier en cas d'attaque.

### Classe S
la classe la plus élevée et la plus forte de l'Association des héros. Cette classe possède les plus puissants des héros.
Il y a actuellement 15 héros dans cette classe.
- Blast (ブラスト, Burasuto?) - Rang 1

Le héros le plus puissant de toute l'Association selon Sytch et Petit Empereur. C'est un homme aux cheveux courts, et une cape à l'allure de "Superman". Selon Petit Empereur, il apparaît quand cela lui chante et répond rarement aux appels de l'Association des héros. Selon les dires de l'homme Phoenix, Il a combattu l'aîné des Mille Pattes et l'a battu à un tel point qu'il a été obligé de s'enfuir pour survivre, malgré les capacités effrayantes de ce dernier. Bien qu'il ne soit pas vraiment apparu dans le web-comic, il fait sa première apparition physique dans le manga au chapitre 194. Ses pouvoirs ne sont pas vraiment connus, il a apparemment une force surhumaine, une vitesse ultra rapide, des connaissances immenses et est capable de se téléporter.
- Tornade Tragique "Tatsumaki" (戦慄のタツマキ, Senritsu no Tatsumaki?) - Rang 2

Voix japonaise : Aoi Yūki, voix française : Caroline Combes
Une jeune femme parfois ingrate envers ses pairs, douée de supers pouvoirs télékinétiques pour affronter ses adversaires. Elle a une allure d'enfant à cause de ses pouvoirs, qui auraient freiné sa croissance, mais est âgée de 28 ans. Ses pouvoirs sont suffisamment puissants pour détruire une ville sans effort, arrêter des obus, créer des catastrophes naturelles, ou même faire pleuvoir des météorites. Elle peut également créer des champs de forces pour se protéger et possède de nombreux pouvoirs à caractères mystiques, dont on n'aurait encore rien vu, selon Croc d'Argent. À cause de son mauvais caractère, elle a la fâcheuse habitude d'injurier ses interlocuteurs pour un oui ou un non. Elle déteste qu'on lui tienne tête, et fait ce qu'elle veut dans l'association des héros, refusant des missions ou dénigrant à souhait des héros. Elle ne considère que quelques Héros de rang S et éprouve pour tous les autres de la pitié et du mépris tant ils sont faibles comparés à elles. Elle déteste qu'on lui rappelle qu'elle a l'air d'une enfant ou qu'elle est la no 2 après Blast. Beaucoup de gens, même des héros, ont peur d'elles, sauf Saitama, qu'elle déteste d'ailleurs pour son audace et sa stupidité (ignorant sa vraie force) car ce dernier en plus de ne pas la connaitre, est nul en culture générale, et lui rappelle constamment qu'il ne comprends pas comment un enfant peut être un héros. Flash l'éclair qui ne supporte pas qu'elle le rabaisse (lui-même étant très arrogant) ainsi que quelques personnes. Bien qu'arrogante et orgueilleuse, elle aime beaucoup sa petite sœur "Fubuki" Blizzard Infernal, même si elle ne le montre pas et a tendance à la surprotéger autant qu'elle peut.
- Croc d'Argent "Bang" (バング/シルバーファング, Bangu/Shirubaa Fangu?) - Rang 3 (Retraite)

Voix japonaise : Kazuhiro Yamaji, voix française : Marc Bretonniere
Connu comme l'artiste martial le plus puissant qui soit, Croc d'argent (de son vrai nom Bang) est un vieil homme, calme, réfléchi et doté d'une puissance monstrueuse. Il tient un vieux dojo, auquel il tient autant qu'à sa vie, au sommet d'une montagne où il enseigne son art, le "Poing Destructeur Fluctuant". Il est très agile et cache un corps très musclé sous ses vêtements. Garoh, un des principaux antagonistes de la saison 2, était son meilleur élève mais la force monstrueuse et les comportements violents de ce dernier poussa les autres élèves à quitter le dojo. Actuellement, il n'a plus qu'un seul élève, Charanko. Il est l'une des rares personnes à connaitre la véritable force de Saitama. Il est le frère de Bomb, le maître du Poing tourbillonnant trancheur de fer. Après son combat contre l'association des monstres et Garoh, il décida de prendre sa retraite.
- Atomic Samouraï "Kamikaze" (アトミック侍, Atomikku Samurai?) - Rang 4

Voix japonaise : Kenjiro Tsuda, voix française : Yann Pichon
Ce samouraï de 37 ans est considéré comme le meilleur épéiste chez les héros. Il manie le katana à une vitesse exceptionnelle, capable de trancher des immeubles en un geste avec une précisons atomique. Sa puissance est telle qu'il peut découper des monstres en se servant du fétu de paille qu'il garde à la bouche. Il est le maître de Iairon, Travestoc et Bushidozer, respectivement 2e, 3e et 4e de la classe A (le rang le plus puissant après le S). Il est très sûr de lui et va jusqu’à ne pas serrer la main de ceux qu'il considère comme plus faibles que lui.
- Petit Empereur "Isamu" (イサム/童帝, Isamu/Dōtei?) - Rang 5 (Démission)

Voix japonaise : Minami Takayama, voix française : Jessie Lambotte
Un jeune prodige et génie d'une dizaine d'années considéré comme l'être le plus intelligent au monde et l'un des plus grands inventeurs ayant jamais existé. Il cache dans son sac qu'il transporte partout, un arsenal gigantesque et invraisemblable d'armes et de machines hyper puissantes et futuristes. Il a d'ailleurs inventé un masque capable de mesurer la force physique d'un adversaire, mais ce prototype s'est révélé insatisfaisant. Il affiche la valeur "inconnue" soit quand la cible est trop faible soit quand elle est trop forte (ce fut le résultat obtenu à la fois pour King et Saitama). C'est lui qui coordonne les actions des héros de l'association. Il a été l'assistant de Metal Night "Bofoy" et entretien des relations respectueuses mais tendues avec lui. À la suite de la chute de l'association des monsters, il perd confiance envers l'association des héros et démissionne pour rejoindre les Neo Heroes. Son vrai nom a été révélé dans le web-comic, il s'appelle Isamu.
- Metal Knight "Bofoy" (メタルナイト, Metarunaito?) - Rang 6

Voix japonaise : Tesshō Genda, voix française : Julien Chatelet
Le Dr Bofoy est un Héros dont la véritable apparence est inconnue. C'est un ingénieur extrêmement mystérieux qui utilise exclusivement des robots télécommandés pour se battre avec les héros, et son préféré et le plus fort d'ailleurs est Métal Knight, qu'on prend à tort pour le vrai héros. Grâce à la technologie extraterrestre qu'il a récupérée, il a pu reconstruire la ville A en une semaine avec ses robots. Il est considéré, selon Mecavalier, comme "un ennemi de Genos". L'association des monstres l'estime comme un adversaire redoutable capable de vaincre l’aîné des mille pattes de niveau dragon car il possède une "puissance militaire vaste et secrète". Il semble obsédé par des expériences très bizarres qu'il mène en secret et n'intervient que lorsque les missions pourraient l'aider dans ses expériences ou dans ses test, se fichant royalement de son statut social ou des autres héros, de leurs avis ou de leurs problèmes.
- King (キング, Kingu?) - Rang 7

Voix japonaise : Hiroki Yasumoto, voix française : Emmanuel Gradi
Bien qu'il ne soit classé que 7e dans la classe S, il est considéré comme l'homme le plus fort du monde, au point où un seul regard de sa part suffit à effrayer son adversaire au point qu'il s'autodétruise, et il émet un bruit terrifiant qu'on surnomme "le Moteur de King". De nature froide, silencieux et terrifiant en public, c'est en réalité un otaku très ordinaire, faible et peureux. Son "impulsion" est en fait le battement de son cœur qui fait un énorme bruit quand il a peur, ce qui est intimidant pour ses interlocuteurs car son visage reste impassible même dans cette situation. S'il reste muet et froid en public et parmi les héros, c’est pour ne pas trahir sa faiblesse qui est d'ailleurs insoupçonnable du fait de son visage fermé et effrayant qu'il a quand il a peur (ce qui est presque permanent). Il n'a jamais vaincu personne et s'est simplement trouvé au bon endroit au bon moment sans même le savoir et est devenu héros malgré lui. La plupart de ses « victoires » sont dues à sa chance inouïe et à Saitama avec qui il finit par être ami et qui s'occupe des missions de King presque involontairement. Le classement ne l’intéresse pas et il tend à considérer la supercherie qu'il représente comme une force de malédiction. King possède en revanche un bon niveau aux jeux vidéo, au point d’y être invaincu.
- Zombi-Man (ゾンビマン, Zonbiman?) - Rang 8

Voix japonaise : Takahiro Sakurai, voix française : Martial le Minoux
Zombi-Man est le sujet d'expérience no 66 de la maison de l'évolution, l'unique succès d'une longue série visant à obtenir un corps immortel il y a plus de dix ans. Il a détruit le laboratoire où il était retenu et a disparu devenant peu après un héros en se servant de son pouvoir. Méthodique, réfléchi et sérieux, il évite souvent les actions inutiles et est aussi responsable qu'efficace.
- Mecavalier  "Zero" (駆動騎士, Kudō kishi?) - Rang 9

Voix japonaise : Yōji Ueda, voix française : Adrien Solis
Mecavalier est un cyborg revêtu d'une armure mystérieuse capable d'accéder a des transformations révélant les capacités spécifiques des adversaires. Il aurait rencontré Metal Knight (Dr Bofoy) en chair et en os. Il dit à Genos de se méfier de Metal Knight. On apprend dans le chapitre 85 qu'il se serait aventuré tout seul au repaire de l'Association des Monstres. Depuis lors, son signal a disparu. On pensait qu'il avait été vaincu mais il est réapparu dans le chapitre 120 pour combattre Nyan, un puissant commandant de cette Association. Souvent seul et mystérieux, il n'en est pas moins très intelligent et méthodique. Son vrai nom a été révéler dans le web-comic, il s'appelle Zero.
- Pur porc (豚神, Butagami?) - Rang 10

Voix japonaise : Daisuke Namikawa
La légende parmi les obèses, Pur porc est le plus gros glouton qui soit. Capable de manger au petit déjeuner l'équivalent d'une centaine de dîners, c'est un homme capable d'engloutir n'importe quoi. Son corps élastique et résistant peut se déformer à souhait quand il mange, lui permettant ainsi d'avaler en entier et sans mâcher des monstres de la taille d'un immeuble sans difficulté et sans mâcher.Ses sucs gastriques extrêmement puissants lui permettent de digérer presque immédiatement tout ce qu'il mange et sa peau le rend insensible aux attaques. Son estomac semble ne pas avoir de limites car rien ne le répugne, monstre, animal, humain, vivant, mort ou autre chose. Paresseux, très silencieux, et passant son temps à manger, il semble indifférent à tout. Lors de l'attaque des sombres voleurs de matière noire, il ne sortira même pas du bâtiment. Il semble capable d'agrandir son corps en fonction de ce qu'il mange car lors de l'attaque de l'association des monstres, il fait la taille d'un immeuble. Sa constitution lui permet d'être insensible au poison ou autres obstacles entre sa nourriture et lui et il possède une force terrible puisqu'il soulève sans difficultés des centaines de monstres avant de les avaler.
- Super Black Brillant (超合金クロビカリ, Chō gōkin kurobikari?) - Rang 11

Voix japonaise : Satoshi Hino, voix française : Jérémy Zylberberg
Un homme noir, grand et très musclé qui se bat toujours en slip pour que tout le monde voit ses muscles. Son corps brille quand il affronte un adversaire puissant. Cette brillance est due au fait qu'il reflète la lumière avec sa sueur. Son corps est très résistant car il soulève de la fonte tous les jours, et sa peau est impénétrable ce qui empêche par exemple le parasite de l'association des monstres Destructochloridium de prendre possession de son corps. Il est connu comme étant le héros le plus fort physiquement parlant. On le surnomme aussi la muraille en raison du fait qu'il n'a jamais subi de blessures en combat tellement son corps est solide (bien qu'il n'ait jamais affronté certaines personnes comme Saitama ou Blast…). D'un naturel très chaleureux, il adore ses muscles et croit que tout le monde aussi. Il aime encourager tout le monde, même ses adversaires, à travailler leurs muscles pour être comme lui un jour.
- Chien de garde-man (番犬マン, Banken-man?) - Rang 12

Voix japonaise : Yūji Ueda, voix française : Adrien Solis
Chien de Garde-man est un héros au visage sans expression, portant un costume de chien. On a l'impression qu'il est tout le temps avec la même expression moitié endormi, moitié ennuyé. Très silencieux, il jouit d'une grande popularité et possède même une esplanade sur une place ou les gens viennent le voir en vrai. Il ne protège que sa ville, comme un chien protège son domicile. Bien qu'il n'en ai pas l'air, c'est un des héros les plus puissant qui se bat comme un chien tantôt à quatre pattes, tantôt à deux. Cela le rend absolument imprévisible pour ces adversaires en plus de la grande vitesse à laquelle il se bat.
- Flashy Flash (閃光のフラッシュ, Senkō no Furasshu?) - Rang 13

Voix japonaise : Kōsuke Toriumi, voix française : Jean-Pierre Leblan
Ce héros a la particularité de se déplacer à une vitesse phénoménale. Il est extrêmement rapide et précis. C'est un épéiste hors pair, et il fera preuve de son talent en crevant les yeux de la pieuvre aux cents yeux en quelques instants. Très arrogant, il déteste Tatsumaki, qui le rabaisse tout le temps et fait partie des rares personnes à lui tenir tête. Plutôt beau gosse et populaire, il ne prend pas en compte les rangs et préfère les exploits concrets.
- Démon cyborg "Genos" (ジェノス, Jenosu?) - Rang 14

Voix japonaise : Kaito Ishikawa, voix française : Bastien Bourlé
Voir dans l'article principal
- Master Marcel (タンクトップマスター, Tankutoppu masutā?) - Rang 15

Voix japonaise : Katsuyuki Konishi, voix française : Benjamin Pascal
Chef du Gang des Marcels et de la famille Marcel, il est un des héros les plus physique et résistants qui soit. Calme, patient, poli et très protecteur avec sa famille et ses élèves, il voue un grand respect à Roulettes Rider pour ses valeurs. Il ne croit qu'en l'entrainement pour devenir plus fort. Étant 15ème rang des classes S, il se rend compte de l'écart de puissance entre lui et le top 5, et décide de reprendre son entrainement pour rattraper Tornade Tragique ainsi que Métal Knight.
- Batte-Man "Bad" (金属バット, Kinzokubatto?) - Rang 16

Voix japonaise : Wataru Hatano, voix française : Julien Chatelet
Il manie avec agilité et force une Batte de métal qui semble quand même spécial, vu sa résistance et sa puissance de destruction. Capable d'abattre des monstres avec une facilité et une désinvolture incroyable, Il a un look de bad-boy lycéen des années 1950, avec une coupe banane en forme de pompadour. Il utilise le "fight-spirit", qui lui permet de devenir de plus en plus fort au fur et à mesure qu'il combat : à chaque fois qu'il encaisse un coup ou qu'il se fait battre, il devient plus fort lorsqu'il se lève ou résiste. Sa force principale est sa détermination et son endurance. On apprend dans le chapitre bonus du tome 11 que grâce à ses multiples exploits au début de sa carrière de héros, l'association des héros l'a fait passer directement de la classe C à la classe S. Il est aussi très fier de sa petite sœur pianiste, Zenko. Dans le chapitre 66, on le retrouve inconscient après sa bataille contre l'aîné des mille-pattes et Garoh. On le revoit au chapitre 80, toujours en convalescence. Très protecteur malgré ses airs de bad boy et sérieux quand il le faut, il se fait mener à la baguette par sa petite sœur.
- Pri Pri Prisonnier (ぷりぷりプリズナー, Puripuri purizunā?) - Rang 17

Voix japonaise : Masaya Onosaka, voix française : Frédéric Souterelle
Un homme très grand et musclé, ouvertement homosexuel. Il est le plus faible des classes S mais reste néanmoins un des meilleurs héros du pays. Il a tendance à considérer tous les hommes l'environnant (même ennemis) comme ses amis ou ses futurs amants et leur donne à cet effet des surnoms qu'il trouve mignon. Il est en prison pour éviter de violer 
« sauter sur tout ce qui bouge », et s'évade pour affronter les méchants. Doté d'une grande puissance physique, il a été capable de tenir tête au Roi des Mers, non sans mal. Quand il se décide à donner son maximum, il passe en mode « Ange », ce qui consiste à augmenter sa masse musculaire et, par la même occasion, déchirer entièrement ses vêtements.

### Classe A
La deuxième classe la plus forte des quatre classes. Lorsqu'un héros atteint le rang 1 de la classe B, il peut passer en classe A. Ils sont très respectés et très populaires.
Il y a actuellement 39 héros dans cette classe.
- Beaugosse Trop Craquant Masqué "Beaut" (イケメン仮面アマイマスク, Ikemen Kamen Amai Masuku?) - Rang 1

Voix japonaise : Mamoru Miyano, voix française : Martial Le Minoux
C'est un bel homme, artiste et idole des jeunes, il joue rarement au héros et préfère se consacrer à sa carrière dans le show-biz. Il ne souhaite pas intégrer la classe S pour empêcher certains héros bons à rien selon lui de devenir classe S. Il est sans pitié envers ceux qui manquent de charisme. Sa force est grande car Fubuki pense que même Saitama, dont elle a pu apercevoir un peu la puissance, n'est pas de taille (ce qui est faux). Il combat rarement, et n'hésite pas à tuer ses adversaires si ce sont des monstres ou des meurtriers comme Suppon ou les sombres voleurs de matière noire au nom de la justice. Manipulateur et très arrogant, Il prétend être plus puissant que le héros Atomic Samouraï, pourtant rang 4 de la classe S (ce qui n'est pas forcément le cas). Son vrai nom est Beaut 
- Iairon (イアイアン, Iaian?) - Rang 2

Voix japonaise : Yoshimasa Hosoya, voix française : Benjamin Pascal
Iairon est l'élève d'Atomic Samouraï et un grand épéiste. Il s'est fait trancher le bras après un combat face à un extraterrestre.Très fidèle à son maître, il travaille souvent en trio avec Bushidozer et Travestoc bien qu'ils soient aussi rivaux dans la course pour atteindre leur maître.
- Travestoc (オカマイタチ, Okamaitachi?) - Rang 3

Travestoc est le second élève d'Atomic Samouraï. Ses manières élégantes et très soignées le font ressembler dans son attitude à une femme.
- Bushidozer (ブシドリル, Bushidoriru?) - Rang 4

C'est le troisième élève d'Atomic Samouraï.
- Tank Tanga  - Rang 5
- Blue Fire - Rang 6
- Magicman - Rang 7
- Death Gatling (デスガトリング, Desu Gatoringu?) - Rang 8

C'est un jeune homme aux cheveux bruns longs coiffés en pétard. Une grande balafre en forme de croix se trouve sur son visage. Il est assez intelligent pour trouver rapidement le point faible d'un ennemi qu'il combat et collabore facilement avec les autres héros. Avec la gatling accrochée à son bras gauche, il extermine les montres sans leur donner la moindre opportunité de répliquer. C'est un spécialiste du combat contre plusieurs adversaires qui l'attaquent simultanément. Il a assez de puissance pour inverser la tendance d'un combat à lui tout seul. Il participera à la coalition de héros qui tente de capturer Garoh.
- Vegetarian Marcel (タンクトップベジタリアン, Tankutoppu Bejitarian?) - Rang 9 (Démission)

Petit frère de Master Marcel, membre du Gang des Marcels. Il est l'un des premiers héros que Garoh combat, ce qui déclenchera la traque de ce dernier par le Gang des Marcels. Il a été révélé dans le chapitre 191 qu'il a quitté l'Association des Héros après la chute de l'Association des Monstres.
- Stinger (スティンガー, Sutingā?) - Rang 10

Héros populaire, il est très fier et un peu prétentieux. Il est vêtu d'un costume noir serré, qui semble être fait de bandages, sur lesquels il porte un gilet blanc desserré et une ceinture blanche. Il est armé d'une lance "TAKENOKO" avec au bout une pousse de bambou. Il affronte plusieurs habitants de la mer lorsque ceux-ci attaquent la ville J. Il en abat plusieurs avant d'être vaincu par le roi des mers d'un seul coup. Il s'associera à plusieurs héros de classe A pour capturer Garoh sans succès.
- Choupette (ツインテール, Tsuintēru?) - Rang 11

Maîtrise les arts du cirque.
- Grand Philosophe - Rang 13
- Papillon DX - Rang 16
- Genji l’Éclair (雷光ゲンジ, Raikō Genji?) - Rang 17
- Éclairomax "Max" (イナズマックス, Inazumakkusu?) - Rang 19

Max est un jeune homme blond avec les cheveux qui partent en pointe vers l'arrière et un symbole de foudre sur sa joue gauche.
- One Shotter - Rang 20
- Green (グリーン, Gurīn) - Rang 24

Ce héros est capable de contrôler les plantes et se sert des racines pour capturer et ficelle ses ennemis.
- Sourcilune - Rang 25
- Golden ball - Rang 26
- Smile Man - Rang 27

C'est l’aîné des 3 frères 'Man'. Son arme est un Kendama, une sorte de marteau géant avec un smiley au milieu. Il a 26 ans et dirige parfois les combats avec ses frères. Peu aimé du public, ils sont surnommés les "frères zéro risque", probablement par rapport au choix des monstres qu'ils combattent. Ils se sont fait apposer des smileys sur leurs tenues pour gagner en popularité sans résultat.
- Moustachute (バネヒゲ, Banehige?) - Rang 28

Un vieil homme en smoking et très doué dans le maniement du sabre. Mais malheureusement, il ne réussira pas à terrasser le monstre qui séjournait dans "la ville de l"effroi".
- Narcissistoique - Rang 29
- Terry Peach - Rang 30
- Forte - Rang 31
- Shadow Ring - Rang 32
- Doll Master - Rang 33
- Feather - Rang 34

Il est agile et possède de longues griffes à ses mains, à la "Wolverine". Il participe avec les classes s et d'autres héros à la mission de sauvetage du fils d'un des cadres de l'association des héros.
- Air - Rang 35

Air est un héros qui ressemble à un aborigène avec 2 couettes et un pagne. Il est armé d'un immense boomerang. Il a vaincu Black Roast d'un seul coup.
- Crapaucheur - Rang 36

Sous son masque de crapaud se cache un vieil homme ordinaire qui reste quand même puissant. Il se bat tout en finesse en utilisant ses techniques de faucille à chaînes. Il a choisi de porter une tête de grenouille pour être populaire auprès des enfants. Il participera à la coalition de héros qui tente de capturer Garoh.
- Vipaire au poing " Vipaire" (スネック, Sunekku?) - Rang 37
- Le chauve capé "Saitama" - Rang 39
Voix japonaise : Makoto Furukawa (en), voix française : Orelsan

- Heavy Kong (ヘビィコング, Hebī Kongu?) - Rang inconnu

Heavy Kong est un homme très musclé et grand, chauve, avec des lèvres grasses et une barbe courte brune. Sa musculature est imposante. Il porte un tissu couvrant une seule de ses épaules et découvrant en grande partie son torse, deux boucles d'oreille. Ses bras sont larges, il porte deux brassards métalliques tant sur ses poignets, autour de son poignet que sur biceps et aussi une ceinture avec "KONG" écrit dessus. Une chaîne est enfilée comme une bandoulière à son épaule droite, passant par son côté gauche. Il s'attaque au monstre Colonel Gorille et perd son combat.
- Serial Bomber - Rang inconnu (Devenu criminel)

Apparu dans un OAV, c'est un ancien héros qui utilise des bombes comme arme. On ignore pourquoi il a quitté l’association.

### Classe B
La troisième classe la plus forte des quatre classes, lorsqu'un héros atteint le rang 1 de la classe C, il peut passer en classe B. À partir de là, ils n'ont plus à accomplir d'actes héroïques hebdomadaires pour respecter leurs quotas.
Il y a actuellement 100 héros dans cette classe.
- Blizzard Infernal "Fubuki" (地獄のフブキ, Jigoku no Fubuki?) - Rang 1

Voix japonaise : Saori Hayami, voix française : Jessie Lambotte
Petite sœur de Tatsumaki. Elle est plus faible que sa grande sœur et cultive une jalousie envers cette dernière. Pour maintenir son rang, elle a mis la plupart des héros de classe B sous ses ordres et mené la vie dure à tous les autres, jusqu'à ce qu'elle rencontre Saitama. Elle fait partie des rares personnes à connaitre la vérité à son sujet, bien qu'elle le sous-estime.
- Faucils (マツゲ, Matsuge?) - Rang 2

Voix japonaise : Yoshiaki Hasegawa
L'un des deux bras droits de Fubuki avec Grand singe. Il va tenter de "raisonner" Saitama avec Grand Singe, mais ils seront battus d'un seul coup de poing.
- Grand Singe (山猿, Yamasaru?) - Rang 3
- Wild Horn (ワイルド ホーン, Wairudo Hōn?)- Rang 6

Un ancien ouvrier du bâtiment très talentueux qui est recouvert de la tête aux pieds d'une armure qu'il a fabriquée lui-même. D'innombrables monstres sont tombés sous les coups de son marteau-pilon spécialement conçu pour le combat : " Pile-bison ". C'est un héros très sérieux et très appliqué qui suit toujours le plan qu'on lui donne. Il participe souvent à des missions de groupes pour l'association des héros qui lui reconnait des aptitudes au combat et à diriger.
- Binocles - Rang 20

Anciennement sous les ordres de Fubuki, il a décidé de quitter le groupe pour s'entraîner de son côté après avoir vu Saitama vaincre un monstre qui avait battu le groupe Blizzard au complet, Fubuki incluse. Il n'a aucun trait particulier, mais il ne cesse de progresser dans le classement. Il s'entraîne quotidiennement pour devenir plus fort. Il participera à la coalition de héros qui tente de capturer Garoh.
- Pink Hornet - Rang 25
- Double Impact - Rang 29
- Smell Master (スメルマスター, Sumeru Masutā?) Rang 39

Un héros qui a la capacité de créer des odeurs capables d'attirer des monstres mais également de les paralyser. Il porte un masque à gaz et un imperméable beige toujours déboutonné à l'intérieur duquel dans les poches, il cache des fioles renfermant ses odeurs.
- Pan Pan - Rang 43
- Butcher - Rang 49
- Jet le Gentil - Rang 50
- Ténébrolame - Rang 56
- Needle Star - Rang 60

Il apparaît pour la première fois dans le chapitre 93. Il fait partie du groupe de héros qui part en mission pour sauver le fils d'un des grands cadres de l'association des héros, retenu en otage dans le camp ennemi de l'association des monstres. Son arme est une boule avec des piques. Il peut aussi bien combattre à distance qu'au corps rapproché avec sa longue chaîne. Au chapitre 94, on apprend qu'il a été banni du groupe Blizzard de Fubuki pour conflits internes. D'après le monstre Rhino Wrestler, son attaque "violence star" est de niveau 25/100.
- Piko - Rang 65
- Crying Man - Rang 67

C'est le cadet de la fratrie Man. Son arme ressemble à une hélice géante, il a 23 ans.
- Trap Tengu (罠天狗, Wana Tengu?)- Rang 70

Il porte un masque à gaz à bec long tout en cuir sur le visage. Il pose des pièges spécialisés conçus pour capturer les êtres mystérieux.
- Captain Mizuki "Mizuki" (主将ミズキ, Kyaputen Mizuki?)- Rang 71
- Lily au Tribâton "Lily" - Rang 74
- OS OS (骨 ほね, Hone ho ne?)- Rang 77

C'est un homme avec une combinaison intégrale sur laquelle est dessiné un squelette humain. Il possède selon ses dires une constitution unique en son genre depuis sa naissance, ses os sont incroyablement robustes. Quand il boit du lait, ils deviennent encore plus puissant pour une courte durée. Malgré sa capacité "densité osseuse quadruplée", il sera vaincu d'un coup de tentacules par la pieuvre aux cents yeux.
- Blackhole Marcel (タンクトップブラックホール, Tankutoppu Burakku Hōru?)- Rang 81

C'est un homme orgueilleux et méprisant à l'égard de ceux qu'il considère, indignes de leur rang. Il porte un marcel noir. Après la destruction de la météorite, il accuse Saitama d'être un mauvais héros et le ridiculise devant une grande foule afin de briser sa volonté, jusqu'à lui ordonner de démissionner. Il fait croire à la foule que Saitama veut attaquer les gens et tous les neutraliser, avant d'être mis hors d'état de nuire par ce dernier qui le fait pleurer tel un bébé.
- Mushroom - Rang 93
- Shooter (シューター,, Shūtā?)- Rang 99

Shooter est un jeune homme aux cheveux clairs dont le chignon ressemble à une petite pomme transpercée d'une flèche. C'est un ancien chasseur des forêts. Il tire des flèches empoisonnées sur les montres, drainant lentement mais sûrement leurs forces, avant de les coincer et de leur porter le coup de grâce. Sa "pluie de flèches", une attaque surprise qui s'abat de haut dans le ciel, hors du champ de vision de ses ennemis, est presque impossible à éviter, même pour les monstres les plus coriaces. Il participera à la coalition de héros qui tente de capturer Garoh.
- Pineapple - Rang inconnu
- Reclusamurai - Rang inconnu

### Classe C
La classe la plus basse et la moins forte parmi les quatre classes, celle-ci est très rude car ils ont un quota qui consiste à accomplir au moins un acte héroïque chaque semaine. Passé ce délai, s'ils n'ont pas rempli le quota, ils sont exclus de l'Association des Héros, cette méthode sélective sert à trier les meilleurs héros parmi les autres.
Il y a actuellement 390 héros dans cette classe.
- Roulettes Rider "Satoru" (無免ライダー, Mumen Raida?) - Rang 1
- Strange Binding Shell (怪縛のシェル, Kaibaku no Sheru?) - Rang 3
- Tiger Marcel (タンクトップタイガー, Tankutoppu Taigā?) - Rang 13
- D-Pad (十字キー, Jūji Kī?) - Rang 22
- Bretelles Macabres (喪服サスペンダー, Mofuku Sasupendā?) - Rang 40
- Food Battler Futoshi (フードバトラーフトシ, Fūdobatorā Futoshi?) - Rang 66
- Battery Man (電池マン, Denchi man?) - Rang 85
- Cache-col Rouge (赤マフ, Aka Mafu?) - Rang 89
- L'employé en armure - Rang 111
- Psychodroïde - Rang 133
- Gasmask Cowboy - Rang 141
- Grave Eight - Rang 174
- Ecolo G - Rang 179
- Monocross - Rang 203
- Dynamite Man - Rang 221
- Angry Man (アングリーマン, Angurīman?) - Rang 255
- Gros Poney (ウマボーン, Umabōn?) - Rang 283
- Studless - Rang 295
- Diplomeman - Rang 299 (Démission)
- Poison - Rang 300
- Bunbunman - Rang 331
- Hyottoko - Rang 347
- Saturn Man - Rang 359
- Red Nose - Rang 385
- Water Gun - Rang inconnu
- Ironet - Rang inconnu
- Meat Hammer - Rang inconnu
- Cherion - Rang inconnu
- Fantas - Rang inconnu
- Mohican - Rang inconnu
- Rabbit - Rang inconnu
- Epaulettes - Rang inconnu
- Swim - Rang inconnu
- All Back-Man - Rang inconnu (Démission)

## Niveaux de désastres
Les niveaux de désastres ou niveaux de fléau sont un système pour déterminer le niveau de dangerosité des différents types de menaces auxquels l'Association des Héros doit faire place pour évaluer quelle classe de héros envoyer, quelle mesure de protection des civils doit être mis en place. Cette estimation prend en compte les capacités du monstre à causer des dégâts, son agressivité, la difficulté à l'exterminer. Ce système note tous types de danger, les attaques extraterrestres, les êtres mystérieux, les catastrophes naturelles. Une fois que le niveau est attribué, plusieurs héros peuvent être envoyés. Un héros peut recevoir l'ordre de ne pas attaquer et de ne rester qu'en soutien dans une formation de combat, ou même de ne pas agir du tout si on estime qu'il sera un handicap. Il y a 5 types d'alertes qui déterminent le niveau de danger :
- Loup : Créature(s) ou menace(s) supposé dangereuse - 3 Héros de classe C ou 1 Héros de classe B sont jugés nécessaires pour le vaincre ;
- Tigre (Tora) : Créature(s) ou menace(s) dangereuse(s) pour une ou plusieurs vies - 5 Héros de classe B ou 1 Héros de classe A sont jugés nécessaires pour le vaincre ;
- Démon (Oni) : Créature(s) ou menace(s) qui peut détruire une ville - 10 Héros de classe A ou 1 Héros de classe S sont jugés nécessaires pour le vaincre ;
- Dragon (Ryū) : Créature(s) ou menace(s) qui peut détruire plusieurs villes ;
- Dieu (Kami) : Créature(s) ou menace(s) qui peut détruire l'humanité.

## Monstres et ennemis

### Maison de l'évolution
La maison de l'évolution est une organisation qui souhaite rebâtir le monde entier en exterminant l'humanité. Le Dr Genus qui l'a fondé était un scientifique de génie qui a apporté de nombreuses contributions au monde lui valant de multiples louanges mais personne n'approuvait son idée de faire évoluer l'homme grâce à des mutations artificielles, projet qu'il a commencé à 15 ans. Ne trouvant aucun soutien, il travailla seul et trouva à plus de 70 ans comment rajeunir. Après cela, il créa plusieurs clones de lui-même pour l'aider dans sa tâche et fonda la maison de l'évolution. Il est à l'origine du héros Zombieman qui est le no 66 d'un projet d'immortalité, le seul à avoir survécu. Après sa destruction, le docteur Genus monte un stand de Takoyaki avec son unique projet encore vivant Cyborgorilla car il pense que Saitama a dépassé les limites de l'évolution artificielle.
- Mousmétique (モスキート娘, Mosukito Musume?)

(Niveau de fléau : Démon)
Mi-femme / Mi-moustique, elle est le 1er prototype de création de la maison de l'évolution. Son corps est muni des crochets d'insectes à la place des mains et des jambes, une paire d'ailes et un casque en forme de tête de mouche. Elle attaque la ville Z quand Genos tentera de l'arrêter. Lors de l'affrontement, elle se fera dominer mais en regroupant un essaim de moustiques et en engloutissant le sang récolté par ces derniers, elle devient plus forte, plus rapide et parvient à le dominer. Saitama la détruira d'une claque qui la propulse contre un immeuble et explose.
- Mante Le Joli (カマキュリー, Kamakyurī?)

(Niveau de fléau : Inconnu, probablement Tigre)
Mante Le Joli a l'aspect d'une mante religieuse géante. Il fait irruption par le toit de Saitama. Parmi les personnages les plus forts de la maison de l'évolution (probablement le numéro 4), il n'aura le temps que de dire "Je m'appelle" que Saitama le détruira d'un coup de poing en pleine figure en disant "Rembourse-moi mon plafond".
- Roi des Fauves (獣王, Jūō?)

(Niveau de fléau : Démon)
Voix japonaise : Jiro Saito (en), voix française : Jérémy Zylberberg
Énorme lion bipède, Le Roi des Fauves est vêtu d'une peau de bête tachetée, il est le deuxième membre le plus fort de la Maison de lÉvolution. Il est envoyé à la ville Z avec les autres sbires pour ramener Saitama à Genus. Animal puissant, ses coups de griffes déchirent les immeuble. Durant son combat, il tue dans sa rage l'homme grenouille et l'homme limace pourtant ses alliés. Il se fera tuer par Saitama.
- Scaravageur

(Niveau de fléau : Probablement Dragon)
Membre de la maison de l'évolution, créature la plus puissante créée par le scientifique Genius, dont le but est de faire évoluer l'humanité en quelque chose de plus puissant que des singes. Scaravageur est supérieur en tout point aux autres créatures de la Maison de l'évolution (Lion King, Cyborgorilla, Dragotaupe, etc.), mais ne pouvant être contrôlé, il a été enfermé. Il est alors plus fort que Genos, qu'il réussit à surprendre de tous les coups. Lors de son combat contre Saitama, il ressent la terrible puissance qu'il émane, et l'interroge sur la manière dont il a obtenu un tel pouvoir. La réponse ne le satisfaisant pas, il passe en mode Bersek/Scaravageur, qui le rend fou furieux pendant une semaine. Il attaque de nombreux coups Saitama ayant l'intention de le tuer, mais il riposte et le tue en un coup.

### Criminels
- Tête d'Enclume (ハンマーヘッド, Hamahetto?)

Voix japonaise : Wataru Takagi, voix française : Julien Chatelet
Un criminel notoire devenu chômeur qui lutte pour un monde où il n'y aurait pas besoin de travailler et où les riches seraient obligés de donner aux pauvres. Il est reconnaissable à son crâne chauve d'une taille et d'une épaisseur démesurée, et dirige une bande de compagnons tout aussi chauves. Ayant dérobé des armures donnant une force considérable, il perpétue des actes terroristes jusqu'à ce que Sonic, alors mercenaire, soit envoyé pour lui régler son compte. Sa bande tout entière décimée et ses armures détruites, Tête d'Enclume ne dut sa survie que grâce à son crâne épais, dans lequel s'est figé le kunaï de Sonic sans mettre sa vie en danger. Vaincu et humilié, il prit la fuite et retourna à la vie normale où il dut chercher du travail.
- Sonic le Foudroyant (音速のソニック, Onsoku no Sonikku?)

Voix japonaise : Yūki Kaji, voix française : Adrien Solis (saison 1), Grégory Laisné (saison 2)
Un assassin-ninja spécialisé dans les attaques à très haute vitesse. Alors qu'il extermine les hommes de Tête d'Enclume, il tombe sur Saitama, qu'il prend pour l'un d'eux à cause de sa calvitie. Il combat alors ce dernier, mais celui-ci est bien plus rapide que lui et le surprend. Humilié, Sonic jure de prendre sa revanche. Rapide, fourbe, impitoyable et orgueilleux, il est persévérant dans ses nombreux duels contre Saitama auxquels il échoue lamentablement, teste ses nouvelles techniques, et déteste en prendre parti. Après avoir rencontré 2 autres ninjas originaires de son village natal qui lui montre l'extraordinaire force acquise en ingérant des cellules de monstres et leurs capacités à garder un physique humain, il décide d'en consommer aussi pour accroître sa force en la cuisinant préalablement. On ignore pour l'instant si cela aura altéré les propriétés de la cellule.
- Suppon (スッポン, Suppon?)

(Niveau de fléau : inconnu)
Suppon est un homme des cavernes sorti de la glace par des scientifiques. Mais une fois libéré, il s'est enfui et a commencé à attaquer des civils sur son passage. L'association des héros veut le récupérer en vie et charge de cette mission Joli masque, mais ce dernier le fait chavirer d'un coup de pied et le pulvérise ensuite d'un seul coup de poing.
- Garoh (ガロウ, Garō?)

(Niveau de fléau : Dragon)
Garoh est un élève renvoyé par son maître Bang du Dojo du Poing Destructeur Fluctuant. Il trouve injuste que les héros soient toujours vainqueurs, beaux et acclamés par les citoyens et juge que les méchants aussi ont le droit de réussir. C'est pourquoi il a décidé qu'il serait le plus grand des monstres et qu'il battrait tous les héros, en particulier ceux de classe S. Après cela, il traqua les héros pour se battre contre eux et sort de chaque combat un peu plus fort. Il commence par de faibles héros, puis toute la famille Marcel dont le classe S Master Marcel. Il s'attaque ensuite à Batte-Man alors que ce dernier affrontait l’aîné des mille-pattes. Il se battit contre Saitama mais ce ne fut pas un vrai combat, puisque après que Garoh lui eut porté un coup totalement inefficace, Saitama le mit K.O en un seul coup. Lorsque Garoh se réveilla (sur un tas de sac-poubelles), il ne se souvenait plus de rien. Il se fait appeler le « monstre humain ». Il s'attaque ensuite à  l'homme chien de garde, mais il perd le combat et s'enfuit. Après avoir quitté le territoire du héros, il rencontre sur sa route King et Saitama. Il se jette sur King mais Saitama le repousse d'un coup de pied et Garoh ne reprend conscience que plus tard, pensant que King l'a vaincu. En sortant il aperçoit Death Gatling mais renonce à l'attaquer à cause de ses blessures. Cependant le Héros de classe A l'a repéré et monte une équipe pour le capturer. L'équipe se compose des héros de classe A Death Gatling, Stinger et Smile Man, Chaïn'Paud ainsi que des héros de classe B Wild Horn, Binocles, Pan Pan et Shooter. Après un âpre combat, il arrive à vaincre tous les héros quand surgit Genos qui tente de l'arrêter. Genos a le dessus, mais l'association des monstres intervient pour aider Garoh. Genos parvient malgré les renforts à maîtriser le combat mais Bang surgit et demande au cyborg de le laisser s'occuper de Garoh. Pendant que Genos et Bomb affronte les monstres qui sortent de partout, Bang combat et assomme de coup Garoh. Finalement, L'homme Phénix emporte Garoh dans les airs et demande à l'aîné des mille pattes de couvrir sa retraite. Garoh ne veut toujours pas intégrer l'association des monstres mais L'homme-Phénix ne lui pas le choix et Garoh n'a pas la force de s'opposer à cet enlèvement. Il perd conscience lors du vol. Il est ensuite amené dans le repaire de l'association des monstres où Scrutt va lui proposer de rejoindre leur groupe s'il tue un super héros. Il sort donc du repaire suivi discrètement par les monstres Éventreur Royal et Insecte Divin. Il verra Tareo (qu'il a aidé à de nombreuses reprises par le passé) se faire harceler, et intervient et pour l'aider une nouvelle fois. À ce moment-là, Saitama va arriver près de lui et Garoh l'attaquera pour prendre la tête d'un super-héros. Il va se faire battre en coup de poing et va s'évanouir. À son réveil, Éventreur Royal et Insecte Divin interviendront voyant que Garoh n'avance pas. Un terrible affrontement va débuter entre les monstres et le chasseur de héros. Les monstres prennent Tareo en otage, ce qui va déstabiliser Garoh, et Éventreur en profitera pour le mettre K.O. Les monstres vont emmener Tareo dans leur repaire et laisser Garoh pour mort.

### "L'organisation"
Une certaine organisation agit dans l'ombre en permettant à des criminels de voler et tester des armures individuelles ou en envoyant des cyborgs attaquer des héros. Personne ne sait exactement qui est derrière cette organisation ni si elle est responsable du cyborg que traque Genos. Cette organisation est prête à faire un partenariat avec l'association des monstres via la 'divine machine' G5.
- Machine Divine G5 (G5, Gī Go?)

(Niveau de fléau : Démon)
La machine divine G5 est un cyborg de l'organisation qui infiltre le repaire de l'association des monstres pour leur apporter son soutien. Ils neutralisent le groupe d'intervention privé de Narinki et les livre à Scrutt.  Il ne divulgue cependant aucune information sur son organisation d'origine à ses nouveaux alliés. G5 donne de sa propre initiative des conseils à l'association sur les tenues de combat du groupe Narinki et comment s'en servir, ce qui amène Scrutt à laisser Slingshot S les prendre comme esclaves.

### Les Sombres Voleurs de matière noire
Les sombres voleurs de matière noire sont des envahisseurs extraterrestres dirigés par le puissant Boros. Ils n'ont pas de repaire fixe et se déplacent dans un énorme vaisseau spatial, tellement imposant qu'il est capable de couvrir une partie de la ville A. Sa puissance de feu est incroyable, pouvant rayer une ville de la carte. Seul le bâtiment du QG de l'Association des Héros a été en mesure d'y résister puisqu'il était conçu par Bofoy.
- Mutatron (メルザルガルド, Meruzarugarudo?)

C'est un des membres les plus puissants de l'armée du seigneur Boros. Son corps est parsemé de cratères et ressemble à de l'argile. Il possède plusieurs têtes dans lequel se trouve une petite bille qui lui permet de diviser son corps en plusieurs personnes ou bien de le rassembler s'il subit des dégâts tels que des coups d'épées mortels. Il est assoiffé de violence, et attaque sans même se poser de question sur l'identité de son adversaire. C'est ainsi qu'il tranchera le roi des cieux et attaquera immédiatement le héros de classe A Iairon. Croc d'Argent, Batte-Man, Atomic Samurai et Pri-Pri-Prisonnier vont l'affronter et vaincre chacune de ses têtes.
- Boros (ボロス, Borosu?)

Boros est un alien, une sorte de tyran galactique invincible, écumant les mondes sur l'ordre d'une prophétie lui promettant qu'il trouverait un jour un adversaire à sa taille. À peine arrivé sur Terre, il rasa la ville A en une fraction de seconde d'un tir de barrage de son gigantesque vaisseau de guerre. Boros est un être se disant supérieur à tout et pouvant détruire une planète s'il s'énerve un peu trop. De ses propres mots, sa race est une espèce vivante adaptée aux milieux les plus terribles de l'univers, réussissant à y prospérer malgré tout, et il en serait l'un des représentants les plus forts si ce n'est le plus fort. Il a combattu Saitama dans un affrontement titanesque, dans lequel il a perdu la vie. Boros est de couleur bleu corbeau et possède un œil unique, mais quand il devient sérieux, il prend une couleur blanche et devient plus puissant que Saitama quand celui-ci est calme. Même si Saitama n'a sans doute pas utilisé ne serait-ce qu'un centième de ses capacités, cet adversaire fut le seul jusqu'à présent à ne pas se faire tuer du premier coup et à pouvoir tenir en combat singulier contre Saitama, même si ce fut un affrontement à sens unique où il fut vaincu sans grand mal par le héros.

### Les Êtres Mystérieux
De nombreux ennemis non-humains apparaissent régulièrement. L'association des super héros les appellent : les êtres mystérieux. Ce sont des êtres considérés comme dangereux pour la société. Personne ne semble savoir pourquoi et comment ils apparaissent, ni la raison pour laquelle leurs apparitions sont de plus en plus fréquentes. Ils sont composés majoritairement d'hybrides : mi-hommes-mi-animaux mais aussi de créatures légendaires (Vampires, Atlantes...), d'animaux géants, des êtres d'apparences humaines maîtrisant divers pouvoirs.
- 170.000 ans Nymphe Magicada (17万年ゼミ幼虫, 17 Man-nen Zemi Yōchū?)

(Niveau de fléau : Démon)
Nymphe Magicada apparaît dans la ville Z. Tandis que les humains se réfugient dans l'abri, les héros Cache-col rouge, Diplôme en études supérieures et la jeune recrue de l'époque lame ténébreuse lui font face. Ils sont rapidement défait et 3 autres héros non identifiés de classe A vont l'affronter sans succès. Saitama qui était encore chevelu s'est retrouvé dans l'abri par erreur. Il casse un mur pour aller aux toilettes de la supérette la plus proche quand le monstre s'approchent de lui sur la route. Il est vaincu d'un coup de poing.
- Vaccine Man (ワクチンマン, Wakuchinman?)

(Niveau de fléau : Dragon)
Voix japonaise : Ryusei Nakao, voix française : Emmanuel Gradi
Vaccine Man est né de la pollution des humains. Il apparaît dès le début du manga en faisant de gros ravages dans la ville A. Il a été conçu pour anéantir l'humanité qui met la Terre qui ronge son énergie vitale. il prétend être la colère incarnée de Mère Nature. Il est vaincu d'un seul coup de poing par Saitama. On apprendra plus tard que la mort de Vaccine Man fut attribuée à King.
- Crabotaure (カニランテ, Kanirante?)

(Niveau de fléau : Tigre)
Hybride mi-homme/mi-crabe, il a cette apparence pour avoir mangé trop de crabes. Il rencontre Saitama avant son entrainement quand il recherche du travail. Il épargnera Saitama voyant en lui un être au regard vide et parce qu'il cherche un enfant au 'menton fendu'. Quand Crabotaure voudra tuer l'enfant, Saitama va s'opposer et le sauver en tuant Crabotaure. C'est après ce combat que Saitama partira s’entraîner pendant 3 ans.
- M. Muscle (マルゴリ, Marugori?)

(Niveau de fléau : Démon)
C'est le petit frère d'un scientifique qui a créé une drogue capable de donner une force surhumaine. Il est fortement musclé avec un torse imposant. Après avoir ingéré la drogue, il se transforme en titan et détruit D-ville d'un seul coup. Il est relativement stupide, si bien que lorsque son frère assis sur son épaule droite lui dira de tuer Saitama qui est sur son autre épaule, il écrasera son frère en se trompant de côté. Saitama va le vaincre en un seul coup, et celui-ci va s'écraser sur B-ville la détruisant par la même occasion. La mort de M. Muscle fut attribuée à King également.
- Scaledon (ウロコドン,, Urokodon?)

(Niveau de fléau : Démon)
Scaledon est un être mystérieux qui s'est évadé du QG de l'association des héros. L'association veut le récupérer vivant car dans son sang recèle un élément qui pourrait faire avancer grandement la technologie médicale. En réalité, l'association vend les écailles du monstre qui repousse régulièrement a un client excentrique qui les achète à prix d'or. Une équipe de 5 héros : Wild Horn, Pink Hornet, Smell Master, Trap Tengu et Saitama est chargé de le capturer. L'association sous-estimait sa puissance considérant qu'il était de niveau loup, mais Métal Knight leur explique que pour briser la cage dans laquelle il était enfermé il devait être de niveau démon et que son environnement a favorisé son augmentation de force. L'équipe de capture est battue et avalé par le monstre. Saitama se fait avaler volontairement à son tour pour parler au leader et lui dire qu'il va tuer le monstre. Il le fait exploser de l'intérieur par un coup de poing.
- Le Roi des Monstroterres (地底王, Chitēō?)

(Niveau de fléau : Inconnu)
Le Roi des Monstroterres est le souverain du peuple souterrain « Le véritable peuple de la terre ». Il a une apparence humanoïde, trois yeux, et possède quatre bras armés chacun d'une épée. Son corps semble fait de lave contenu par une armure. Devenu trop nombreux, ils décident d'envahir la surface. Dans un rêve, Saitama qui désire un ennemi à sa taille, mène un dur combat contre les monstroterres quand tout à coup, le Roi fait son apparition et le pousse à se battre pour de vrai. Réveillé et surexcité par son rêve, Saitama jubile en croyant que la réalité rejoint son rêve, car le Roi souterrain apparaît pour de vrai. Cependant, ce dernier à peine arriver se fera tuer d'un simple coup de pied par Saitama qui a idéalisé sa puissance. Cette défaite éclair entraînera la fuite immédiate du reste de l'armée avec un mot "nous sommes désolés".
- Le Roi des cieux (天空王, Tenkūō?)

(Niveau de fléau : Inconnu)
Le Roi des cieux est le souverain du peuple céleste. Ils ont observé la défaite du roi des mers et du peuple souterrain et ont tenté leur chance pour prendre possession de la surface. Le Roi des Cieux attaque le QG de l'association des monstres alors que tous les héros de classe S sont en réunion de crise à la suite de la prophétie de Shibabawa. Avec ses fidèles sujets : Faucon, Aigle et Milan ils crachent des boules de feu via leurs bouches contre le bâtiments quand ils se trouvent découpés en vol par Mutatron. Ce dernier les tranche sans la moindre difficulté.
- Giga Kigan (ギガキガン, Gigakigan?)

(Niveau de fléau : Démon)
Giga kikan est un être mystérieux fait de roche qui apparaît dans le hors-série sur le jour de congé de Tatsumaki. Il est réveillé par l'énergie du magma. Il veut éradiquer la race humaine qui a « cruellement extrait » les minéraux pour les transformer en outils. Il est vaincu d'un coup par Tatsumaki.
- Hot Dog

(Niveau de fléau : Loup)
Il a l'apparence d'un Hot Dog sur pattes. Il veut recouvrir les gens de ketchup pour qu'ils meurent dans un excès de sel. Il s’apprête à affronter l'Employé en armure avant d'être pulvérisé par Tatsumaki.
- Oiseau Géant

(Niveau de fléau : Démon)
L'oiseau géant est un être mystérieux de la taille d'un immeuble de 22 étages avec des dents acérées dans son bec qui survole M-City. Il se dirige directement sur l’appartement de King pendant que ce dernier discute avec Saitama. Saitama le bat d'un seul coup de poing et King comprend à ce moment qu'il a hérité des succès de Saitama.
- L'Homme-Pieuvre à Griffes (タコヅメ男, Takozume Otoko?)

(Niveau de fléau : Tigre)
C'est une grosse pieuvre rose dotée de griffes au bout de chaque tentacule à l'origine de la cicatrice sur le visage de King. Terrorisé et blessé, King alors anonyme hurle quand Saitama qui n'avait pas encore sa puissance actuelle et toujours ses cheveux l'aide à se relever et le rassure après avoir vaincu le monstre.
- Black Roast

(Niveau de fléau : Tigre)
Il a l'apparence d'un moulin à café sur pattes. Il veut empêcher les gens de dormir avec son haleine caféinée. Il est vaincu d'un seul coup par le héros Air.

### L'Association des Monstres
Le nombre exponentiel d'apparitions d'êtres mystérieux trouve une explication par l'existence de l'association des montres. Sous le contrôle de leur roi, Maître Orochi, ils attaquent simultanément plusieurs villes. On ignore si les êtres mystérieux découverts avant l'apparition dans le manga de Maître Orochi proviennent tous de l'association des monstres. Néanmoins, cette association existe depuis un long moment et génère des monstres presque à volonté, notamment en donnant des cellules de monstres à des humains qui se transforment en les mangeant et accroissent ainsi grandement leur force. Mutant semble être le premier à avoir mangé des cellules de monstres et se fait l'ambassadeur de l'association des monstres. Après l'attaque de la ville Z, malgré quelques pertes, l'association des monstres s'est considérablement renforcée en transformant des prisonniers en monstres et des participants du tournoi d'art martiaux comme Bakuzan. L'association possède plusieurs monstres de niveaux dragons puisque que Mutant déclare que bien des monstres sont plus forts que lui. L'association dispose de 500 soldats dans ses rangs et environ 30 membres de niveau démon et au-dessus. L'association est également alliée à la mystérieuse organisation qui crée des robots comme celui qu'a affronté Genos à la place de King.
- Bakuzan (バクザン, Bakuzan?)

(Niveau de fléau : Dragon)
Bakuzan est un double-champion du Super Fight. Il est présenté comme « l'homme le plus fort de l'histoire du Super Fight », pourtant il est largement moins fort que Suiryu. C'est d'ailleurs pour cette raison qu'il acceptera de devenir un monstre. Il mangera plusieurs cellules de monstres et bien que ce soit mortel d'en manger plus d'une, il survivra à la transformation. Mutant le considère comme un énorme succès et le classifie comme niveau de fléau Dragon. Cependant, malgré sa nouvelle force, il demeure bien plus faible que Mutant. Il rattrape Suiryu qui tente de s'enfuir et après avoir passé sa colère sur lui, affronte Mutant dans un combat d'égo qu'il perdra en un punch. Il continuera de torturer Suiryu jusqu'à ce que Saitama arrive pour protéger les héros à terre ainsi que Suiryu. Saitama vaincra Bakuzan en un coup.
- Benpatsu (ベンパッツ, Benpattsu?)

(Niveau de fléau : inconnu, probablement tigre)
Benpatsu est un membre du Dojo du Style de la Voie Drastique, il participe au 22e Super Fight. Peu courageux, il fuira lors de l'annonce de l'arrivée des monstres dans le tournoi mais se fera intercepter par Mutant. Lorsque ce dernier propose aux combattants de devenir des monstres, Benpatsu saisit l'occasion en mangeant une cellule de monstre. Un 3e œil lui pousse alors sur le front et sa force augmente considérablement. Néanmoins, il restera bien faible par rapport à Suiryu qui le vaincra en un coup et se servira de son corps pour frapper Volten.
- Éventreur Royal (キリサキング, Kirisa Kingu?)

(Niveau de fléau : Démon)
C'est le seul être mystérieux qu'on voit apparaître dans le Guide de l'Association des Héros. C'est un membre de l'Association des Monstres de niveau Démon. Il a l'allure lugubre sous sa longue chevelure emmêlée noire. Ses bandages qui ne laissent entrevoir que son œil droit. Des lames remplacent mains. C'est un psychopathe qui prend plaisir dans les cris de souffrance est a beaucoup de mal a dominé ses pulsions meurtrières. Il est chargé avec l'insecte divin de surveiller Garoh. Mais après avoir vu Garoh se faire battre (encore) par Saitama, il décide qu'il n'a pas le niveau et l'attaque. Il profite de la distraction de Garoh par Méduse Boueuse qui a kidnappé un enfant pour le taillader, le laissant comme mort. Mais Garoh le retrouve dans le repaire de l'association juste avant qu'il taillade l'enfant kidnappé et le tue d'un seul coup.
- Face Peeler (カオハギ, Kaohagi?)

(Niveau de fléau : Démon)
Face Peeler est un être mystérieux dont la peau est recouverte des visages de ses anciennes victimes tuées auparavant. Il est armé de deux épées avec lequel il combat Genos avec une rapidité qui le surprend. Toutefois Genos le contre et lui assène un violent coup par la bouche d'énergie qui le fait exploser.
- Fist Fight Djinn (拳闘魔人, Kentō majin?)

(Niveau de fléau : Démon)
Fist fight Djinn est un être mystérieux à l'allure d'un boxeur avec son short et son casque. Il possède quatre bras. Il est en train de combattre Le héros de classe A no 27 Smile Man quand il est repéré par maître Bang qui recherche Garoh et le confond avec lui. C'est un ancien combattant qui cherchait à atteindre des sommets dans les arts martiaux. Il prétend que sa soif de pouvoir l'a transformé en monstre, mais il y a fort à penser qu'il a rencontré Mutant qui lui a donné des cellules de monstres pour gagner en force puisqu'il fait partie de l'association des monstres. Il est vaincu en un instant par une déferlante de coups de Croc d'Argent.
- Calinou (フリーハガー, Furīhagā?)

(Niveau de fléau : Démon)
Calinou est un monstre de l'association qui fait partie de la première vague d’assaut lancé par le Roi des monstres. C'est une sorte de hérisson géant. Il combat Pri-Pri-Prisoner qui prend des dégâts à chaque attaque à cause de ses piquants. Le public lui conseille d'attaquer avec son boulet, mais de loin, Pri-Pri-Prisoner pense que ce sont des encouragements. Il accepte donc de souffrir et dans une énorme étreinte écrase Calinou et le vainc.
- Mutant (豪傑, Gouketsu?)

(Niveau de fléau : Dragon)
Mutant est un artiste martial terriblement fort. Grand champion du 1er Super Fight, il traversa tous les combats facilement jusqu'au titre de roi du super fight. Il fut défié par un monstre (Maître Orochi) qui lui infligea une défaite totale et le captura. Orochi lui proposa de devenir plus puissant en avalant des cellules de monstres et de rejoindre l'association des monstres. Mutant accepta et se transforma en monstre avec 4 yeux et des dents qui sortent de la mâchoire. Il devient l'un des commandants de l'association des monstres. Il se rend au tournoi pour transformer les participants en monstres. Après avoir écrasé facilement Genos sur son chemin, il fait irruption à la fin du tournoi avec les 3 corbeaux pour retenir les participants et les obliger à devenir des monstres. Après avoir transformé Rosie, Chose, Benpatsu, Hamukichi et Volten et que ceux-ci se soient fait battre par Suiryu, Mutant affronte ce dernier qu'il surpasse en tout point jusqu'à le vaincre et le laisser en pâture à ses disciples les trois corbeaux. Il affronte ensuite Bakuzan transformé en monstre qui le provoque se pensant plus fort que lui. Après lui avoir montré sa supériorité, il répond aux ordres de Scrutt lui demandant de retourner aux repaires des monstres. Il est rattrapé par Saitama qui le vaincra en seul punch et fera voler sa tête à côté de Suiryu.
- Scrutt (ギョロギョロ, Gyorogyoro?)

(Niveau de fléau : Dragon)
Scrutt est le subordonné direct du Roi des monstres et a le titre de conseiller militaire. Il diffuse ses ordres et observe les actions des monstres dans les villes pour informer son maître. Son allure ressemble à une limace avec deux bras en guise de tétons. Sa tête est composée d'un gigantesque œil central avec huit bras qui font le tour. Bien qu'il parle, sa bouche n'est pas visible, peut-être communique-t-il par télépathie. Il est capable de voir ce qui se passe à travers des yeux volants, probablement des extensions de lui, qui sont composés d'une paire d'ailes et de huit pattes. Il peut communiquer via cette sorte de drone avec les autres monstres. Il le fera d'ailleurs avec Mutant pour lui ordonner de rentrer. Il se sert également de sa capacité spéciale pour entrer en communication avec l'association des héros et leur fixer un ultimatum avant de faire exploser son œil-interface. Scrutt est également un puissant télépathe et 'télékinésiste'. Selon lui son pouvoir est supérieur à celui de Tatsumaki. Il porte une attention particulière à Garoh, espérant lui faire dépasser les limites de son corps pour devenir plus puissant, comme il l'a fait avec Orochi. Après avoir cherché de par tous les moyens possibles, tortures, souffrances, transfusion, cannibalisme a augmenté le potentiel des monstres, il a réussi à créer Orochi et souhaite faire pareil avec Garoh pensant qu'il a un potentiel qui peut dépasser le roi des monstres. Il semble que ce soit lui le vrai dirigeant de l'association des monstres.
- L'Homme-Phénix (フェニックス男,, Fenikkusu Otoko?)

(Niveau de fléau : Démon)
L'homme-Phénix ressemble à l'oiseau légendaire avec une ouverture pour laisser passer des jambes humaines au niveau du ventre. Il apparaît en compagnie de Méduse Boueuse et de Lutteur Rhino pour barrer la route à Pineapple et Mohawk qui tentent de sauver le fils d'un des sponsors de l'association. Il part ensuite assister au combat de Garoh et Batte-Man. Une fois le combat terminé, il propose à Garoh de rejoindre l'association mais ce dernier décline l'invitation. Il semble ne pas avoir une grande force physique mais être un tacticien et "commandant" car il prend la décision de n'emporter que le fils sans craindre d'aller contre l'ordre de départ de la mission. Il commande même à l’aîné des mille-pattes de rentrer et celui-ci obéis immédiatement. Lorsque les monstres rentrent au repaire, il est d'accord avec l'ordre de Scrutt de laisser les monstres faibles mourir lors du 1er assaut ce qui confirme son niveau de commandement. Plus tard, il retourne voir Garoh qui combat Bang et Bomb. Il le sauve in extremis et couvre sa fuite en demandant à l'aîné des mille pattes d'attaquer les deux frères et Genos. L'homme Phénix demande ensuite à Scrutt pourquoi il accorde autant d'importance à Garoh. Le cyclope lui explique qu'il a créé Maïtre Orochi et qu'il voit en Garoh un potentiel au moins équivalent. À la suite de l'attaque de l'association des héros sur le QG des monstres, il détruit un robot de Petit empereur et lui explique qu'il portait un costume d'oiseau jusqu'au jour où il n'a plus réussi à le retirer et s'est rendu compte qu'il était un monstre. Il se lance ensuite contre le héros de classe S mais durant sa tirade, Petit empereur avait posé un film de protection sur lequel il s’assomme. Petit Empereur le découpe aussitôt et met fin à ses jours.
- L'Homme-Phénix réincarné (フェニックス男,, Fenikkusu Otoko?)

(Niveau de fléau : Dragon)
L'homme-Phénix réincarné apparaît face à petit empereur après qu'il a sorti Wagana de sa cellule. Le garçon explique en voyant le corps de l'homme Phénix que ce dernier était un comédien qui jouait "cervelle de moineau" dans une comédie "l'empire des animaux" qui a pris fin à cause de son excès d'humour noir. "Cervelle de moineau" mourrait régulièrement dans le feuilleton et revenait à la vie dans l'épisode suivant. L'homme Phénix réincarné admet que Scrutt avait raison sur l'évolution de la puissance quand on approche de la mort pour un monstre. Il attaque à nouveau Petit empereur qui a encore posé 5 barrières invisibles cette fois. Mais le monstre et bien plus puissant et les détruits toutes et blesse le héros pourtant équipé d'un bouclier supplémentaire.
- Laideur Suprême (フューラー醜い, Führer Ugly en Anglais, Laideur Suprême en français)
(Niveau de fléau/fléau : Dragon)
Laideur Suprême porte bien son nom. En effet, dans le manga où il apparaît, on a un peu de mal à voir que c'est un monstre (un peu comme Empereur Vanupieds) : il ressemble à un gros géant Hirsute Obèse, avec des habits pourtant soignés mais qui lui conviennent étroitement : Son haut laisse voir son nombril (nombril qui ressemble à un dessin d'enfant, un petit bout de ventre, entaillé d'une croix), son pantalon permet semble pourtant lui aller. Mais le pire reste sa tête, bien grasse avec plusieurs mentons qui se séparent en trois, des oreilles décollées comme celles d'un cochon, une bouche hideuse avec seulement quelques dents (? même s'il peut sourire avec toutes ses dents) et des lèvres bien grasses, des yeux qui ressemblent à des petits points sur du blanc, et sa chevelure qui ressemble à une montagne avec tous ses cheveux qui l'entoure.
On le voit dans le repaire de l'association des monstres, là où il sera le "nemesis" de Bogosse Masqué, où Bogosse Masqué avoue même qu'il ne peut bouger face à une atroce laideur. Lors de leur combat, Bogosse Masqué, lui envoie la tête d'un monstre, notre obèse réagit immédiatement en l'envoyant au plafond (Fun Fact : Lors de cette action, on verra son pantalon troué), et il lorsqu'il se prépare à lui faire tâter de ses poings, il recule immédiatement devant sa laideur (pensant que "même le héros parfait ne peut faire face à ça !"). L'obèse riposta avec une attaque dans le dos ultra-rapide. Bogosse Masqué le décrit comme rapide, réactif et fort, et nous explique que c'est un "Laidemon" (Busamon en japonais) : Les laidemons, difficiles à trouver parmi les monstres, gagnent, à cause d'un rejet social sur plusieurs années une force incroyable provenant d'un cœur assombri (on suppose donc que Bogosse Masqué se trouve devant le plus grand des laidemons). Il s'enfuira, ne supportant plus de voir son visage sur les miroirs, et suppliera Tatsumaki de l'aider, lorsque le mastoc le retrouve. Après un certain temps, Bogosse Masqué ainsi que les autres classes S s'enfuiront grâce à Tastumaki, et Laideur Suprême demande « Pourquoi tu flottes ? ».
Au niveau de sa personnalité, on lira selon un message de Mécavalier "qu'il est très brutal et très résistant. Il lit très bien son adversaire", et c'est vrai. Laideur Suprême est un monstre d'un extrême violence et sanguinaire bien qu'il soit intelligent.
Pour son pouvoir, on peut supposer qu'il a un métabolisme énorme, ce qui expliquerait sa résistance et le fait qu'il ait besoin d'un stock de protéines.
Après le combat de nouveau sur la surface, il punchera d'un coup sec la tête de Bogosse Masqué, retenu par Noirozoïde, puis lui arracha les jambes (après ça, on suppose que notre Bleu-dinet est mort). Laideur Suprême se moque de notre Bleu-dinet et organise un concours étrange : "Celui qui tue le plus de Classes S, gagne !". Il commencera par s'attaquer à un des mercenaires sur places en lui arrachant le bras ("Ne vous inquiétez pas, je ne suis pas dégueu au point de prendre des otages. Je vais vous le rendre. Morceau par Morceau !), Il tabassera ensuite Master Marcel et le jeta dans la bouche de Mâchoire. Il se fera attaquer par Croc d'Argent, qui ensuite le détruira grâce au poing destructeur fluctuant, qui vole dans la gueule de Mâchoire qu'il l'arrachera en deux : Il revient en tant que "Laideur Suprême régurgitée". Il croit avoir gagné en pouvoir grâce à l'acide de Mâchoire, mais ça se révélera vite comme un acide mortel pour le colosse. Il se fit ensuite tabasser (qui sème le vent, récolte la tempête) par la fusion des Noirozoïdes et par l'Empereur Vanupieds, puis finalement trouver le ventre par Garoh, pour se faire dissoudre par l'acide.
- Les 3 Corbeaux (三羽ガラス, Sanbagarasu?)

(Niveau de fléau : Démon)
Les trois corbeaux étaient des disciples de Mutant du temps où ils étaient humains. Mais comme ils étaient faibles, ils ont perdu leur personnalité en ingérant les cellules de monstres. Ils sont désormais les exécutant de Mutant. Ils bloquent toute échappatoire aux combattants du tournoi d'art martiaux lors de l'arrivée de Mutant. Durant le combat de ce dernier avec Suiryû, les trois corbeaux attaquent et vainquent facilement les combattants restant. Ils s'attaquent finalement à Suiryû qui tente comme il peut de les maîtriser. Il arrive à les vaincre avec l'aide inespérée de Vipaire au Poing et de EclairoMax.
- Longs Cheveux Démoniaques (魔ロン毛,, Maronke?)

(Niveau de fléau : démon)
Longs Cheveux démoniaques est devenu un monstre pour maintenir et réparer ses cheveux. Un jour, après avoir reçu un coup sur la tête, il est parvenu à les relâcher, les rajeunir et leur accorder une nouvelle vigueur. Il a fait partie de la première vague d'assaut de l'association des monstres et à semble-t-il vaincu beaucoup de héros.
- Colonel Gorille (マーシャルゴリラ, Māsharu Gorira?)

(Niveau de fléau : Tigre)
Il se présente sous la forme d'un gorille humanoïde de taille humaine avec une barbe. Il est vêtu dans une tenue de combattant de commando militaire, un béret incliné sur le côté droit de sa tête, un t-shirt kaki à manches courtes, un pantalon à motifs de camouflage, des protections aux genoux, des bretelles avec des "bananes" accrochés dessus. Il fume souvent un cigare. Une cicatrice passe sur son œil gauche. Il combat Heavy Kong à la ville D. Il semble vouloir vaincre beaucoup de héros de classe A pour faire grimper son Niveau de fléau. Il est vaincu alors qu'il cherche des héros à combattre par Cyborgorilla d'un seul coup.
- Unicorne (イッカク, Ikkaku?)

(Niveau de fléau : Démon)
Unicorne fait partie des trois assaillants de Garoh qui recherchaient l'intrus infiltré dans le repaire des monstres. Selon lui, sa corne est la plus puissante du monde et ne peut être brisée. Il combine une attaque avec Ultra Mouse et Shower Head : Technique de la Trinité : Attaque Perçante Ultra-Rapide Lancé tel un Javelot par Ultra Mouse et boosté par un jet de Shower Head il finit dévié par Garoh sur le commandant Grand Rex qui le détruit.
- Nyan (ニャーン, Nyān?)

(Niveau de fléau : Dragon)
Nyan est un commandant de l'association des monstres. Il ressemble à un chat bipède de taille humaine. Il a un petit collier rouge à grelot à son cou. Malgré son allure frêle, il attaque la prison seul pour convertir de nombreux criminels en monstres. Il peut décider des attaques que mèneront les anciens prisonniers transformés en monstres qui lui obéissent. Sa puissance semble d'un niveau équivalent à Mutant. D'un coup de patte il lacère le torse de Pri-Pri-Prisonnier profondément avec son attaque châtiment félin. Nyan est un peu fainéant, choisi quand se battre et contre qui. N'ayant pas réussi à blesser mortellement son adversaire il décide de fuir par une fissure dans le mur pour attaquer un autre héros. Sa capacité lui permet de se faufiler dans n'importe quelle ouverture de trois millimètres minimum.
- Pieuvre aux cent yeux (百々目蛸,, Dodome Dako?)

(Niveau de fléau : Démon)
La pieuvre aux cent yeux est un membre de l'association des monstres qui attaque I-City. D'une hauteur d'un immeuble de 20 étages environ, et chaque tentacule est recouvert d'yeux qui lui permettent de voir arriver chaque adversaire. Son corps est extrêmement résistant et les attaques de Death Gatling n'ont aucun effet sur lui. Les héros de classe A, Death Gatling, Papillon DX, de classe B : Nonos et de classe C : l'Homme Buzz-Buzz et Écharpe Rouge lui font face sans succès. C'est seulement l'intervention de Flashy Flash qui court à une vitesse impressionnante et transperce l'un après l'autre tous ses yeux pour finir par celui au sommet de sa tête. La pieuvre qui se tord de douleur fait encore plus de dégâts lorsque Tatsumaki l'emporte en arrachant la terre sur laquelle il s'était accroché. Après l'avoir soulevé au-dessus d'elle, Tornade Tragique tue Pieuvre aux Cent Yeux en la comprimant au point qu'elle se vide de son sang et la compresse en boule de chair avant de la laisser retomber lourdement au milieu des héros trop faibles pour la vaincre, ce qui leur vaut une réprimande
- Shower Head (シャワーヘッド, Shawāheddo?)

(Niveau de fléau : Démon)
Shower head est un monstre dont le niveau de fléau a été défini par Scrutt et non par l'association des monstres. Il a une tête en forme de pommeau de douche. Il peut modifier les propriétés de l'eau de manière à projeter de l'eau bouillante, de la colle, des produits chimiques et même de l'acide. Il combat Garoh avec Ultra souris et Unicorne. Lors de ce combat, ils provoquent Grand Rex qui tue les trois monstres et poursuit le duel avec Garoh.
- Princesse Supersado" (弩S, Do S?)

(Niveau de fléau : Démon)
Voix japonaise : Natsumi Fujiwara, voix française : Bérangère Rochet
Princesse Supersado est une belle et grande femme blonde plantureuse. Elle a un corps excellent et sexy : des bons muscles, des gros seins, des hanches larges et des fesses bombées. Elle a des longs cheveux blonds, une fleur rouge, un cœur rouge sur le front, des bottes noires, des gants noirs, un collier anti puce et un masque à gaz sur le visage qui lui permet de cacher sa bouche de monstre dotée d'une langue visqueuse. Elle porte une tenue de cuir de maîtresse ou de dominatrice sadique exhibant fortement son corps et accentuent ses courbes, fait d'un soutien-gorge noir triangulaire assez révélateur, noué avec un cœur métallique et une culotte noire dotée d'une fermeture éclair, le tout relié avec des sangles et des cercles métalliques dont un sur son nombril. Elle dispose d'un long fouet à épines qui, lorsqu’il entre en contact avec quelqu'un, annihile sa volonté pour la soumettre aux désirs et aux ordres de Mistresse Slingshot S.Supersado est une maîtresse très sadique et prétentieuse, qui a pour plaisir d'aller trouver des esclaves et de les fouetter pour les soumettre pour agrandir au maximum sa collection, lorsque ses esclaves ne suivent pas ses ordres à la lettre, elle se met en colère et joue de son fouet en le craquant et le claquant tout en les insultant. De plus, elle est très habile au fouet, elle le manipule avec précision, grâce à ses excellents muscles qui lui procurent une grosse force brute, elle distribue des coups de fouets très lourds et puissants et peut faire voler plusieurs personnes en un coup. Elle peut donc utiliser son fouet très rapidement et efficacement de façon à soumettre la personne fouettée sans répit à obéir à ses ordres, car en général les esclaves qu'elle fouette deviennent des esclaves obéissant amoureux, Fubuki affirma que ses coups étaient lourds et que la force de son fouet n'est pas à prendre à la lègere. Do S avait aussi mis en garde Fubuki de ne pas trop exciter son sadisme sinon elle pourrait la tuer trop rapidement. Lorsqu'elle combattit Fubuki, elle semblait la maîtriser sans aucun effort, elle a transformé touts ses hommes en esclaves en un coup de fouet, donc Fubuki devait bloquer ses hommes tout en faisant attention aux coups de fouets puissants de Supersado. Supersado se moquait et narguait Fubuki la regardant bloquer ses esclaves, elle trouva cela tout de même pas mal, jusqu'à ce qu'elle décida de ne plus se retenir pour tester sa résistance, elle a asséné un coup violent dans le dos de Fubuki qu'elle ne put contrer, ravie, elle a décidé de lui faire très mal en lui fouettant sérieusement et impitoyablement le dos pour la changer en esclaves d'amour en la soumettant à sa nouvelle maîtresse, Fubuki a eu le dos rouge et tomba à genoux, ce qui ne fut pas une tâche difficile pour la maîtresse sadique. Satisfaite et ravie de la douleur de Fubuki, la maîtresse s'empressa de claquer et jouer du fouet pour ordonner à ses esclaves de ne pas attaquer Fubuki pour ne pas casser son nouveau jouet, les esclaves étant autour de cette dernière, Supersado s'avança devant Fubuki à la manière d'une maîtresse satisfaite avec son fouet enroulé entre ses mains. Au début, elle ne savait pas quoi faire d'elle mais elle décida de l'utiliser comme appât pour attirer Tastumaki, ce qui énerva Fubuki qui éjecta Supersado ce qui ne lui causa que quelques égratignures, mais Supersado se mit à s'énerver et à claquer son fouet et va décider de fouetter Fubuki à mort.
- Le roi des monstres : Maître Orochi

(Niveau de fléau : Inconnu, probablement Dieu)
Le Roi des monstres dirige l'association des monstres. Il a planifié et dirigé l'attaque simultanée de plusieurs monstres de niveaux 'Dragon' et inférieur ce qui laisse à penser qu'il est de niveau 'Dieu'. Son corps ressemble à un humanoïde avec un visage de pierre avec 5 piques. Ses bras semblent fait de monstres morts dévorant un autre monstre. Sa bouche, quant à elle, possède plusieurs autres bouches à l'intérieur. Sa puissance est très élevée, car il ne semble pas effrayé par les pouvoirs de Tatsumaki, mais surtout, même Mutant transformé en monstre le craint disant qu'il peut écraser un monstre de niveau dragon d'un seul geste. Mutant pense qu'aucun être sur terre n'est plus fort que lui. Il a été façonné par Scrutt pour qu'il obtienne sa force d'une manière similaire à Saitama en repoussant ses limites. Il ressemble à une Hydre. Ses bras et ses jambes sont en fait des monstres comme des serpents géants entremêlés capable d'attaquer simultanément l'adversaire.
- Ultra Mouse (超マウス, Choumausu?)

(Niveau de fléau : Démon)
Ultra Mouse est un ancien rat brun de laboratoire bipède de proportion humaine avec une très forte musculature. Les innombrables et cruelles expériences auxquelles il a survécu lui ont donné sa musculature et son intelligence supérieure. Mais surtout, il possède un pouvoir de régénération qui lui permet de guérir de blessures mineures presque instantanément. Il combat Garoh avec Shower Head et Démon Unicorne. Il se sert de Démon Unicorne comme d'une lance pour attaquer Garoh mais ce dernier esquive en renvoyant l'attaque en arrière qui atteint le commandant Grand Rex. Ce dernier s'invite alors dans le combat et écrase du même coup les 3 monstres.
- Aspiratueur (バキューマ, Bakyūma?)

(Niveau de fléau : Démon)
C'est un grand éléphant bipède avec des mains humaines. Il porte une tenue de style indienne avec un croissant de lune au-dessus de son crâne. Devant la résistance de Pri-Pri-Prisonnier, de nombreux petits monstres de niveau Tigre comme Poisson Charge et Meiko Plasma fuient. Aspiratueur les absorbe avec sa trompe et se transforme. Un 3e œil lui pousse et sa trompe se divise en 7 trompes lui permettant ainsi d'utiliser chacun des pouvoirs absorbés simultanément : Ondes supersoniques, la glace, le vent, le poisson, les charges électriques et des œufs parasites. Pri-Pri-Prisonnier esquive la première et encaisse la seconde sans sourciller. Après avoir encaissé la frappe, Pri-Pri-Prisonnier vibre et se découvre un nouveau pouvoir : le Vibration angel. Il s'en sert dans un coup de poing pour faire exploser Aspiratueur.
- Volten (ボルテーン, Borutēn?)

(Niveau de fléau : inconnu, probablement tigre)
Volten est un combattant du 22e Super Fight. C'est sa troisième participation. Il est vêtu d'un costume de cérémonie d'armée. Frappé par la foudre dans sa jeunesse, son corps est devenu conducteur d'électricité et il peut donner des coups de poing électrifiés. Il accepte de faire partir de l'association des monstres. Après avoir mangé une cellule, il se transforme et l'ensemble de son corps est recouvert d'électricité et sa capacité à stocker une charge électrique a été multipliée à des niveaux stupéfiants. Il est vaincu par Suiryu qui attrape Benpatsu par les cheveux et l’assomme avec son corps.